# Plaça de les Oques
La Plaça de les Oques és una plaça de la ciutat de Reus, a la comarca catalana del Baix Camp.
Urbanitzada l'any 1942 en ocasió de la primera Fira de Mostres, articula l'encreuament de la carretera d'Alcolea, o de Falset amb el Passeig de Sunyer i el carrer de sant Joan. És una plaça circular, amb un parterre i un sortidor al mig, i amb un grup escultòric conegut com «El Nen de les Oques», obra del reusenc Pere Vidiella. El nom oficial de la plaça quan se la va dissenyar era «Plaza de Pio XII».
El disseny de la plaça el va fer Antoni Sardà, arquitecte municipal, que va projectar un jardí rodó que té al centre una base circular amb brolladors, una segona base més alta de quatre lòbuls que suporta un pedestal esgraonat amb quatre piques des d'on també flueix l'aigua, que sosté la figura de bronze del «Nen de les oques». Pere Vidiella va considerar la plaça com un jardí urbà quan va concebre l'escultura.